# Nailung (sockenhuvudort i Kina, Tibet Autonomous Region, lat 29,11, long 93,87)
Nailung (kinesiska: Lilong, 里龙, 里龙乡) är en sockenhuvudort i Kina. Den ligger i den autonoma regionen Tibet, i den sydvästra delen av landet, omkring 270 kilometer öster om regionhuvudstaden Lhasa. Antalet invånare är 2 038. Befolkningen består av 1 015 kvinnor och 1 023 män. Barn under 15 år utgör 28,0 %, vuxna 15-64 år 65 %, och äldre över 65 år 5,0 %.
Runt Nailung är det mycket glesbefolkat, med 2 invånare per kvadratkilometer. Närmaste större samhälle är Orong, 14,9 km väster om Nailung. Trakten runt Nailung består i huvudsak av gräsmarker.
Genomsnittlig årsnederbörd är 1 236 millimeter. Den regnigaste månaden är juni, med i genomsnitt 269 mm nederbörd, och den torraste är november, med 5 mm nederbörd.